# Timir Piniegin
Timir Aleksiejewicz Piniegin (ros. Тимир Алексееви Пинегин, ur. 12 czerwca 1927 w Moskwie, zm. 31 stycznia 2013 tamże) – radziecki żeglarz sportowy, złoty medalista Letnich Igrzysk Olimpijskich w Rzymie.
Pochowany na Cmentarzu Wagańkowskim w Moskwie.